# Me 263 (航空機)
Me 263 / Me 163D
試作1号機 Ju248/Me263 V1
- 用途：戦闘機
- 分類：迎撃戦闘機
- 設計者：アレクサンダー・リピッシュ
- 製造者：メッサーシュミット社、ユンカース社
- 運用者： ドイツ国（ドイツ空軍）
- 初飛行：1945年2月8日
- 生産数：試作3機
- 生産開始：1944年
- 退役：1945年5月
- 運用状況：テスト飛行のみ
- 原型機：メッサーシュミット Me163B V18

Me 263（メッサーシュミット Me263、 Messerschmitt Me 263）は、ドイツの第二次世界大戦末期のロケット戦闘機である。
Me 163D もしくは Ju 248 とも称した。

## 概要

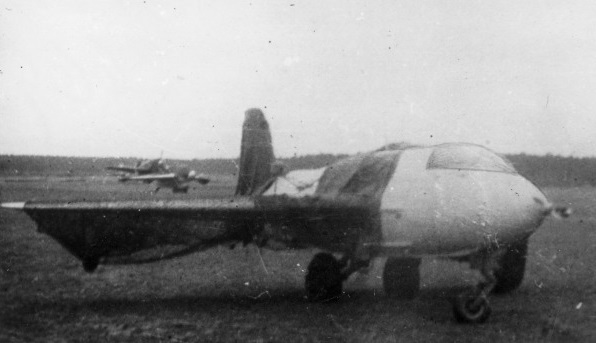
原型となったMe163B V18

“ロケット戦闘機”として著名なMe 163コメートの改良型である。橇式だった降着装置は前車輪式の油圧引込脚が装備され、胴体も真円断面構造に変更されている。主翼や尾翼はMe 163Bと同一である。燃料は、過酸化水素水が1,580 ℓ、水化ヒドラジンが830 ℓと増加し航続時間も15分(690 km/h)と延長された。
Me 163はC型に続いてD型の開発が進められたが、リピッシュ技師とメッサーシュミット博士の不仲から開発続行が困難になり、一時ユンカース社に製作が移され、Ju 248の名の下に試作が続行された。
主エンジンとしてHWK-109/509C-1を搭載した試作1号機が1944年秋に完成。以降は再びメッサーシュミット社に移され、これがMe 263と三たび名前が変えられたが、正式型Me263Aの量産まで至らず敗戦となった。
試作した3機はアメリカ軍とソ連軍にそれぞれ接収され、ソ連機ミグ I-270の原型となっている。

## スペック
Me 263 V1
- 用途： 迎撃戦闘機
- 乗員： 1 名
- 全長： 7.89 m
- 全幅： 9.50 m
- 全高： 3.17 m
- 自重： 2,200 kg
- 翼面積： 17.80 m2
- エンジン：ヴァルターHWK509C

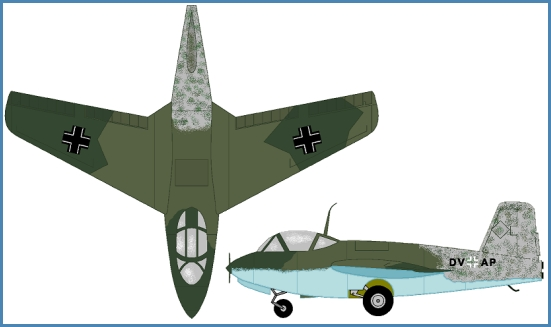
Messerschmitt Me 263

- 推力： 2,000 kg＋補助推力270 kg
- 最大速度： 960 km/h
- 上昇限度： 15,500 m
- 上昇能力： 15,000 m まで　3.0　min
- 航続時間： 約 15 分
- 航続距離:125 km
- 武装： Mk108 30 mm機関砲×2

## その他
1992年のアメリカ映画、『エイセス/大空の誓い』（原題：Aces: Iron Eagle III ）には“メッサーシュミット263”という名称の戦闘機が登場するが、用いられている機体はスケールド・コンポジッツ社がアメリカ軍の進めたLCBAA(Low Cost Battlefield Attack Aircraft：低コスト戦場攻撃航空機）構想に応じて開発・製作した小型単発ターボファンエンジン機であるARES(Scaled Model 151)のデモンストレーション用試作機であり、実際にドイツで開発されていたMe263とは全く異なる機体である。